# Manitou Springs
Manitou Springs est une municipalité située dans le comté d'El Paso, au Colorado dans les États-Unis. Selon le recensement de 2010, sa population est de 4 992 habitants. Elle est située au pied des Pikes Peak, une montagne de 4 301 mètres d'altitude 

## Sources minérales
Manitou Springs tire son nom des sources d'eau minérale de la région, dont une dizaine situées dans la ville. Les minéraux présents à chaque endroit peuvent changer le goût de l'eau locale.
Dans le début des années 1900, la ville est devenue connue comme une destination de santé pour les personnes souffrant de maladies diverses, en particulier la tuberculose. Les visiteurs sont arrivés avec  prescriptions des médecins de boire ces eaux comme un remède à leurs maux. De nombreux hôtels accueillent les visiteurs, comme The Cliff House at Pikes Peak.
Dans les années 1970, Woodland Park, à 31 km de Ute Pass, construit une usine de traitement des eaux usées au-dessus de la faille qui forme le col. En conséquence, la plupart des sources sont devenues imbuvables pendant la majeure partie des années 1980, mais cela a été depuis largement corrigé.
Une association, la Mineral Springs Foundation, a été créée en 1987 dans le but est de restaurer, protéger et faire connaître les sources d'eau minérale de Manitou Springs et à documenter leurs origines historiques.

## Géographie
Selon le Bureau du recensement des États-Unis, la ville a une superficie totale de 3,16 milles carrés (8,18 km2).

## Démographie
| 1880 | 1890  | 1900  | 1910  | 1920  | 1930  |
| ---- | ----- | ----- | ----- | ----- | ----- |
| 422  | 1 439 | 1 303 | 1 357 | 1 129 | 1 205 |

| 1940  | 1950  | 1960  | 1970  | 1980  | 1990  |
| ----- | ----- | ----- | ----- | ----- | ----- |
| 1 462 | 2 580 | 3 626 | 4 278 | 4 475 | 4 535 |

| 2000  | 2010  | - | - | - | - |
| ----- | ----- | - | - | - | - |
| 4 980 | 4 992 | - | - | - | - |

## Sports
La ville accueille le marathon de Pikes Peak en août depuis 1956.

## Apparitions
Manitou Springs apparaît dans la série South Park, dans l'épisode 6 de la saison 10 : l'homoursporc, ou la grotte des vents ("The cave of the winds") serait, d'après la caricature d'Al Gore, le repère d'une créature « moitié ours, moitié homme et moitié porc », et dans laquelle les quatre enfants se retrouvent prisonniers à la suite d'un éboulement.